# 기독교포항방송
기독교포항방송(상호명 : 포항씨비에스, 약칭 : 포항CBS, 영어: Pohang Christian Broadcasting System)은 개신교계 방송 중 하나로서, 대한민국 경상북도 동해안 지역의 민영 방송이다.
지상파 라디오 방송국을 가지고 있으며, 씨비에스 기업집단의 주력 업체로 CBSi, 노컷뉴스 등 다수의 계열사를 아래에 두고 있다.

## 역사

### 1990년대
- 1999 07.06 예장통합 포항노회 제58회기 임원회에서 경북동부지역 난청해소를 위해 기독교포항방송 설립준비위원회 구성 결의 (포항제일, 포항북부, 포항중앙, 포항동부, 포항송도, 포항남부, 포항대도, 효자교회, 포항장성 교회 및 포항대동고등학교, 선린병원, 포항1대학등 교회 및 기관 대표와 노회임원, 기독교대구방송 안윤석 본부장 참석)
- 1999 07.15 기독교포항방송 설립추진위원회를 구성하여 설립인가 신청서 제출 (문화관광부) (위원장 김현호 장로, 부위원장 정연수 목사, 사무국장 포항동부교회 배혜수 장로)

### 2000년대
- 2000 01.14 설립허가 받음(문화관광부)
- 2000 01.20 기독교포항방송 운영위원회로 명칭 변경 (운영위원장 김현호 장로, 총무 배혜수 장로)
- 2000 01.25 제1대 이병식 본부장 (재임기간: 2000. 1. 25- 2001. 8. 23)
- 2000 03.10 기독교포항 운영이사회 회칙 및 운영에 관한 협약서 승인 (운영이사회 공식구성 - 운영이사장 김현호 장로 선임) 현재 이사교회 및 기관- 포항제일교회, 포항중앙교회, 기쁨의교회, 포항송도교회, 포항대도교회, 포항동부교회, 포항대동고등학교, 선린대학교, 포항대학교, 선린의료원, 예장통합 경동노회, 경주제일교회
- 2000 04. 24 CBS 포항방송 운영에 관한 협약서 인준
- 2000 05.18 기독교포항방송 설립허가 기념예배
- 2000 05.24 정보통신부 방송국 설립허가 (출력 3Kw, 호출부호 HLCB-FM, 주파수 91.5 MHz)
- 2000 09.18 시험방송 실시
- 2000 10.06 창립기념 빅3 콘서트(금난새, 임웅균, 고성현, 김영미)
- 2000 10.18 경북체신청 준공검사
- 2000 10.24 개국, 창립기념 예배
- 2001 03.29 국립합창단 초청 CBS음악회
- 2001 07.19 CBS포항방송 남성합창단 창단
- 2001 08.02 포항지역 선교후원회 조직
- 2001 08.24 제2대 김용한 본부장 (재임기간: 2001. 8. 24- 2003. 4. 13)
- 2001 11.20 창립1주년 기념음악회(박종호, 이삼열밴드)
- 2002 04.04 CBS위성TV 개국기념음악회(러시아국립소년소녀합창단)
- 2002 08.27 1차 일본선교여행(북큐슈 3박4일)
- 2002 11.11 창립2주년 기념음악회(러시아국립볼쇼이합창단)
- 2003 03.03 CBS포항방송 여성합창단 창단
- 2003 04.14 제3대 조성호 본부장 (재임기간: 2003. 4. 14- 2004.11.30)
- 2003 04.22 CBS 춘계음악회(불가리아국립합창단)
- 2003 05.24 제1회 CBS포항방송 남성합창단 정기연주회
- 2003 07.09 김정문 자연건강 특별강좌
- 2003 09.30 2차 일본선교여행(오사카 4박5일)
- 2003 12.05 창립3주년 기념음악회(터키국립합창단)
- 2003 12.13 디지털방송장비 CROS구축작업 완료
- 2004 03.23 제3차 일본선교여행(북큐슈 4박 5일)
- 2004 05.01 빅3테너 콘서트- 최승원, 김상곤, 김영환)
- 2004 05.24 백두산선교여행(백두산, 연길, 도문 4박 5일)
- 2004 10.03 2004 호미곶전국연날리기대회
- 2004 10.21 포크빅3 콘서트(송창식, 윤형주, 김세환)
- 2004 12.01 제4대 김세환 본부장 (재임기간: 2004.12.1- 2007.06.26)
- 2004 12.18 창립4주년 기념음악회 헨델의 메시아 2004
- 2005 03.01 24시간 방송송출 시작
- 2005 03.18 새봄음악회(김동규)
- 2005 05.21 제1회 색동가족 동요대회
- 2005 07.07 썸머재즈콘서트(유진박)
- 2005 10.03 2005 호미곶전국연날리기대회
- 2005 10.11 창립5주년 기념음악회(전제덕, BMK)
- 2006 01.19 2006 신년음악회(최현수, 이신애, 고미진)
- 2006 04.18 CBS포항방송 여성합창단 제1회 정기연주회
- 2006 05.20 제2회 색동가족 동요대회
- 2006 06.02 포항선교대회(포항실내체육관, 장경동 목사)
- 2006 07.11 썸머재즈콘서트(애플재즈오케스트라, 이정식)
- 2006 10.14 2006 포항연날리기대회(형산강체육공원)
- 2006 10.21 CBS포항방송 남성합창단 제2회 정기연주회
- 2006 10.31 창립6주년 기념음악회 오페라"피가로의 결혼"갈라콘서트(효자아트홀)
- 2006 11.06 포항CBS 이사장배 영남지역 목회자 테니스대회(포항시민테니스장), 홈페이지 개편
- 2006 11.28 포항합창제 출연(효자아트홀)
- 2007 02.05 기아어린이돕기 "최인혁 희망콘서트&워십" (포항문예회관, 월드비전 공동주최)
- 2007 03.24 제4회 CBS컵 크리스천 축구대회(안강공설운동장)
- 2007 04.17 CBS봄음악회 “매니아합창단”초청(효자아트홀)
- 2007 04.24 청송제3교도소 방문 행복한 봄음악회
- 2007 05.19 제3회 색동가족 동요대회(포항시청 문화복지동)
- 2007 05.27 포항송도교회 찬양예배
- 2007 06.14 박승대 장로 단장 위촉예배
- 2007 06.26 경북, 포항 大 전도대회(포항실내체육관)
- 2007 06.27 제5대 임형섭 본부장(재임기간: 2007.6.27- 2009.6.14)
- 2007 07.07 포항남부교회 찬양예배
- 2007 07.12 썸머재즈콘서트(이정식 밴드, 윤희정, 말로)
- 2007 08.10 소년소녀합창단 여름음악캠프(선린대학)
- 2007 08.23 CBS TV HCN경북방송 방송시간 변경(채널42, 밤12~낮12시)
- 2007 09.20 독거노인을 위한 해피폰 사업(주최:포항시, 사업제안:포항CBS)
- 2007 10.03 제4회 호미곶 전국연날리기대회(대보 호미곶 광장)
- 2007 10.23 창립7주년 기념음악회 오페라 ‘토스카’(효자아트홀, 주관:포항오페라단)
- 2007 10.29 영남지역 목회자 테니스대회(포항시민테니스장, 주관:포항목우회)
- 2007 11.28 경주기도후원회 창립예배(경주힐튼호텔, 회장 정영택 목사)
- 2007 12.15 소년소녀합창단 창단예배(포항중부교회)
- 2007 12.20 경주지역 청소년을 위한 희망콘서트(경주제일교회)
- 2008 01.05 소년소녀합창단 겨울캠프(울진 한화콘도)
- 2008 03.29 제5회 CBS컵 크리스천 축구대회(흥해인조구장)
- 2008 04.03 네 손가락 피아니스트 이희아 초청 봄 음악회(포항문예회관)
- 2008 05.13 봄 프로그램 개편(로컬 프로그램 진행자 교체)
- 2008 06.05 송신소 UPS 교체(낙뢰 방지)
- 2008 07.17 재즈피아니스트 진보라와 함께하는 썸머재즈콘서트(효자아트홀)
- 2008 08.07 소년소녀합창단 여름캠프(선린대학)
- 2008 10.03 제5회 호미곶 전국연날리기대회(대보 호미곶 광장)
- 2008 10.16 창립8주년 기념음악회 마이클 호페와 전제덕의 ‘노스탤지어 2008’ (포항문예회관)
- 2008 10.27 전국 목회자 테니스대회(포항시민테니스장, 주관:포항목우회)
- 2008 11.07 경주기도후원회 조찬기도회(경주콩코드호텔)
- 2008 11.21 CBS후원 특별생방송 ‘주여 새 힘을 주소서’(포항CBS 스튜디오)
- 2008 12.05 경주시민을 위한 송년음악회(경주 서라벌문화회관) 출연 : 테너 임웅균, 소프라노 문한이, 예은중창단, 포항CBS 남성, 소년소녀합창단 임웅균과 함께하는 CBS 송년음악회(경주서라벌 문화회관)
- 2008 12.06 소년소녀합창단 제1회 정기연주회(효자아트홀)
- 2009 01.22 소년소녀합창단 겨울캠프(칠포 파인비치호텔)
- 2009 04.30 2009 뮤지컬‘버스’ 공연(효자아트홀)
- 2009 05.16 외국인 근로자와 함께하는 포항CBS 남성합창단 정기연주회(효자아트홀)
- 2009 06.15 제6대 문영기 본부장(재임기간:2009. 6.15 ~ 2011. 12. 25)
- 2009 08.04 썸머재즈콘서트(효자아트홀) 출연:김원준, 애플재즈오케스트라, 우수미
- 2009 10.19 창립9주년 기념음악회 푸치니 오페라 나비부인 (포항문화예술회관, 주관:포항오페라단)
- 2009 10.23 창립9주년 감사예배(필로스호텔)
- 2009 12.07 청소년을 위한 송년음악회(경주서라벌문화회관) 출연:네 손가락피아니스트 이희아
- 2009 12.31 제6회 호미곶 전국연날리기대회(대보 호미곶광장)

### 2010년대
- 2010 02.26 창립10주년기념 비전콘서트(포항문화예술회관) 출연:박종호, 소향, DMT, 민호기, 찬미워십
- 2010 03. 27 소년소녀합창단 제2회 정기연주회(효자아트홀)
- 2010 04. 13 CBS 봄 음악회(포항문화예술회관) 출연:김동규, 서울프로뮤지카오케스트라, 손준호, 한예진
- 2010 06. 29 6.2지방선거 크리스천 당선자 초청 조찬기도회(필로스호텔) 후원 : 포항시기독교교회연합회, 포항성시화운동본부
- 2010 07. 27 해설이 있는 CBS재즈콘서트(포항문화예술회관) 출연 : 이정식밴드, 재즈평론가 남무성
- 2010 09. 27 사옥부지매입
- 2010 10. 09 제7회 호미곶전국연날리기대회(대보 호미곶광장)
- 2010 10. 26 창립10주년 기념식(필로스호텔)
- 2010 11. 04 창립10주년 뮤지컬 갈라 콘서트(포항문화예술회관) 출연 : 박해미, 홍지민, 뮤지컬팝스오케스트라, 라스페란자, TOP
- 2010 11. 27 포항CBS 경주기도후원회 조찬기도회(경주콩코드호텔)
- 2010 12. 02 청소년과 함께하는 진보라 피아노 콘서트(경주서라벌문화회관)
- 2011 01.03~1.08 2011년 신년새벽성회(포항성동교회) 강사 : 유승대, 장성진, 서임중, 조근식, 주종근, 김상현 목사
- 2011 01.13~1.27 포항CBS초청 THEWAY 2011 정관모 초대전 (포항문화예술회관 1층 전시실)
- 2011 02.22 창립11주년기념 CCM콘서트(포항문화예술회관) 주제 : 새 힘을 얻으리라, 출연 : 옹기장이선교단, 조수아, 김도현, PK
- 2011 04. 25 조윤범의 파워클래식(포항문화예술회관) 출연 : 진행 조윤범, 현악4중주단 콰르텟엑스, 피아니스트 장미경, 테너 박창일
- 2011 05. 28 포항CBS 남성합창단 정기연주회(효자아트홀) 출연 : 포항CBS 남성합창단(지휘 허종호), 하타슈지, 안강여성합창단, 마라나타 여성중창단
- 2011 07. 27 CBS 썸머재즈콘서트 “브라보재즈라이프”(포항문화예술회관) 출연 : 한국재즈 1세대 밴드, 재즈평론가 남무성
- 2011 10. 03 2011 포항연날리기 한마당(포항해도공원) 주최 : 포항CBS 주관 : 포항시, 포항교육지원청
- 2011 10. 27 포항CBS 창립11주년 감사예배(방송사 B스튜디오) 설교 : 김영걸 목사(포항동부교회)
- 2011 10. 27 포항CBS 창립11주년 기념음악회(포항문화예술회관) 출연 : 고성현, 김남두, 신지화, 하석배, 김승철, 김정아, 이신애, 임용석, 지휘 황원구(포항아트챔버오케스트라)
- 2011 12. 26 제7대 조중의 본부장(재임기간:2011.12.26 ~ 2015.6.21)
- 2012 02.02 포항CBS(본부장 조중의)-국민상조(회장 나기천) 장례문화 발전을 위한 업무협약식(B스튜디오)
- 2012 02. 23 창립12주년 CCM콘서트 Vision2012 (포항문화예술회관) 출연:송정미, 더블레싱, 액츠뮤지컬선교단, 기쁨의교회 아리엘찬양팀
- 2012 03. 14 경주기도후원회 조찬기도회(경주힐튼호텔)
- 2012 05. 15 포항CBS 공감무대 <예수와 함께한 저녁식사> (효자아트홀)
- 2012 07. 31 포항CBS 썸머재즈콘서트(포항문화예술회관) 출연: 이부영 콰르텟, NY물고기
- 2012 10. 03 한-베트남 수교20주년기념 제9회 포항사랑연날리기 한마당(포항해도공원) 주최 : 포항CBS 후원 : 경상북도, 포항시, 포항교육청
- 2012 10. 31 포항CBS 창립12주년 감사예배(설교 : 포항송도교회 김휘동 목사)
- 2012 11. 16 포항CBS 창립12주년기념 장필순 한동준의 포크콘서트(효자아트홀) 출연 : 장필순, 한동준, 함춘호 밴드
- 2012 12. 19 포항CBS 합창단 단목(포항충진교회 박원택 목사), 단장, 지휘자 위촉 감사예배 남성합창단(단장: 서성택, 지휘: 허종호) 여성합창단(단장: 정영생, 지휘: 하형욱) 소년소녀합창단(단장: 구본철, 지휘: 김상현)
- 2012 12. 22 포항CBS 성탄문화축제(포항중앙아트홀) 출연 : 포항CBS 남성, 여성, 소년소녀합창단 에코오카리나앙상블, MC이상혁, 찬양사역자 구선희, 바리톤 하형욱
- 2013 01.07~9 2013 포항CBS 신년부흥성회(포항대도교회) 강사 : 이성희, 조근식, 김휘동, 정영택, 박진석, 이상학 목사
- 2013 02.26 포항CBS 어쿠스틱 CCM콘서트(포항문화예술회관) 출연 :　CCM가수 이무하, 시와그림, 전유림, 전하세찬양팀
- 2013 04.30 포항시민을 위한 힐링콘서트 <소향>과 함께하는 '감사 문화나눔'(효자아트홀) 출연 : 소향, 정대균, 계명문화대학교 뮤지컬공연단, 나인스 남성중창단
- 2013 05.25 포항CBS <유상원의 해피타임> 야외 공개방송(호텔영일대 야외무대) 출연 : 찬양사역자 김인식, 박재현, 이지은, 임선주, 구선희, 색소포니스트 대니 김, 포항CBS 남성합창단
- 2013 07.25 2013 포항CBS 썸머재즈콘서트(효자아트홀) 출연 : 재즈보컬리스트 웅산, 색소포니스트 이정식, 이정식 빅 밴드
- 2013 10.04 정영택 목사 예장통합 부총회장 취임 감사예배(콩코드호텔) 설교 : 포항중앙교회 서임중 목사 주최 : 포항CBS
- 2013 10.28 포항CBS 창립 13주년 감사예배(B스튜디오) 설교 : 경주제일교회 정영택 목사
- 2013 11.02 포항운하 통수기념 제10회 포항사랑 연날리기 한마당(포항해도공원)
- 2013 11.16 포항CBS 소년소녀합창단 정기연주회 "더불어 행복한 세상"(포항충진교회)
- 2013 11.22 포항CBS 창립13주년 기념음악회 창작 오페라뮤지컬 ‘겸재 정선 - 진경 산수화’ (효자아트홀) 주관 : 포항오페라단
- 2013 11.30 선교기획 특집방송 '필리핀 선교현장을 가다'(제작 : 유상원 선교팀장) 1부 : 황무지가 장미꽃 같이, 2부 : 내맘에 한 노래있어
- 2013 12.05 출산친화도시 포항을 만들기 위한 일가정 균형 CEO포럼(포항시청 대회의실) 주최 : 포항시, 주관 : 포항CBS
- 2013 12.07 유상원의 해피타임 공개방송 "사랑이라면"(포항 중앙아트홀) 출연 :　찬양사역자 박재현, 임선주, 구선희, 이지은, 박윤수, 이지혜
- 2014 02.25 포항CBS Soul&Jazz CCM콘서트(포항문화예술회관) 출연 : 헤리티지, 찬송가밴드, 남궁송옥
- 2014 02.27 CBS 전도컨퍼런스(포항제일교회) 주최 : CBS부흥한국
- 2014 06.12 포항시민을 위한 힐링 토크콘서트 <소통>(포항문화예술회관) 출연 : 김창옥 강사, 자전거 탄 풍경
- 2014 07.07 포항CBS CBS TV 설교방송 송출(HCN경북방송 채널37) 포항제일교회, 포항동부교회, 기쁨의교회
- 2014 07.22 포항CBS 2014 썸머재즈콘서트 정엽&박주원 밴드(효자아트홀) 출연 : 가수 정엽, 박주원 밴드
- 2014 10.03 2015년 KTX 개통 제11회 포항사랑 연날리기 한마당(포항해도공원)
- 2014 10.24 포항CBS 창립14주년 감사예배(B스튜디오) 설교 : 포항중앙교회 손병렬 담임목사
- 2014 11.04 포항CBS 창립14주년 공연 김소현&손준호 부부의 뮤지컬 스토리 로맨스 (효자아트홀) 출연 : 뮤지컬배우 김소현&손준호 부부, 아카펠라그룹 ‘다이아’, 포항 영일고  ‘에이블’, 포항CBS 소년소녀합창단
- 2014 12.15 포항CBS 남성합창단 정기연주회 ‘Family Festival’(효자아트홀) 출연 :　포항CBS 남성, 여성, 소년소녀합창단, 포항플루트앙상블
- 2014 12.19 포항CBS 소년소녀합창단 정기연주회 ‘의리의 아이들 Let’s Go!’ (포항충진교회) 출연 : 강원CBS 소년소녀합창단, 푸리연 국악실내연주단
- 2014 12.20 포항성시화운동본부와 함께 하는 '2014 포항CBS 성탄 합창축제'(중앙아트홀) 출연 : 포항CBS 남성, 여성, 소년소녀합창단, 강원CBS 소년소녀합창단, 남성듀엣'감람나무'
- 2015 01.01 CBS TV HCN경북방송 채널37 방송시간 변경(낮12시~밤12시) 설교방송 : 포항제일교회, 포항중앙교회, 포항동부교회, 기쁨의교회
- 2015 02.16 ~ 23 새포항CBMC 필리핀 의료선교 취재(유상원 선교팀장) 선교기획특집방송 ‘끝나지 않을 사랑’(본방4/17, 재방5/4)
- 2015 03.06 ~ 04.07 HD특집 CBS TV ‘신천지에 빠진 사람들’(8회)
- 2015 03.24 생명사랑 CCM 콘서트(효자아트홀) 출연 : 뉴제너레이션 워십팀, CCM가수 유효림, 라엘, 라스트
- 2015 04.07 포항CBS 소년소녀합창단 포항교도소 위문공연
- 2015 06.09 포항CBS 창립15주년 힐링콘서트 ‘비보컬’특별초청콘서트(경북학생문화회관) 출연 : 스페인 아카펠라그룹 비보컬, 게스트 남성팝페라그룹 카이로
- 2015 06.14 포항CBS 방송선교협의회 창립예배(포항오천교회) 위촉 - 지도목사 : 박성근, 회장 : 구본철 사무국장 : 이상배외 14명 포항CBS 여성합창단 단장 : 정중현
- 2015 06.22 제8대 권대희 본부장 (재임기간 : 2015.6.22 ~ 현재)
- 2015 07.23 포항CBS 썸머재즈콘서트(포항문화예술회관) 출연 : 가수 윤복희, 이정식 밴드
- 2015 10.3 광복70주년기념 제12회 독도사랑 연날리기 한마당(포항해도공원)
- 2015 10.23 포항CBS 창립15주년 감사예배(호텔 영일대) 설교 : 포항침례교회 조근식 목사
- 2015 10.29 포항CBS 1천명 방송선교사 모집 발대식(B스튜디오) 설교 : 포항송도교회 김휘동 목사
- 2015 11.05 포항CBS 창립15주년기념 포크콘서트 ‘여행스케치, 동물원 가다’ (포항문화예술회관) 출연 : 포크가수 여행스케치, 동물원, 박강수
- 2015 11.18~23 포항CBS 소년소녀합창단 필리핀선교연주여행 (구본철 단장외 42명 참석)
- 2015 11.19 CBS시네마<프리덤>영화 CGV개봉(시사회 11.10)
- 2015 12.23 포항CBS 성탄음악회(효자아트홀,포항성시화운동본부 성탄문화행사) 출연 : 카운터테너 조요한, 가수 위나, 경주제일교회 L-TRIO, 포항CBS 남성, 여성, 소년소녀합창단
- 2016 02.23 포항CBS JOY4U CCM콘서트(포항문화예술회관) 출연 : CCM가수 송정미, 최인혁, 안성진, 한웅재, 심상종, 이삼열 밴드
- 2016 02.25 CBS 시네마 <레터스투갓>개봉
- 2016 04.04~05 포항CBS 방송선교사모집 특별생방송(A스튜디오)
- 2016 05.24 포항CBS 힐링콘서트 ‘강석우의 해설이 있는 음악회’(효자아트홀) 출연 : 강석우, 지휘 최승용, 포항아트챔버오케스트라, 루이스초이, 임재홍
- 2016 05.29 포항CBS 소년소녀합창단 정기연주회(포항시청 대잠홀) 찬조출연 : 포항CBS 남성합창단, 여성합창단
- 2016 06.11 포항CBS 여성합창단 정기연주회(포항시청 대잠홀) 찬조출연 : 포항아트챔버오케스트라, CCM남성듀엣 시와그림
- 2016 06.16 CBS 시네마 <불의 전차>개봉
- 2016 06.27 권석준 보도제작국장 부임
- 2016 07.21 포항CBS 썸머재즈콘서트(효자아트홀) 출연 : 애플재즈오케스트라, 가수 손승연
- 2016 10.03 포항CBS 2016 연날리기 한마당(포항해도공원)
- 2016 10.23 포항CBS 창립15주년 감사예배(호텔 영일대) 설교 : 포항침례교회 조근식 목사
- 2016 10.28 포항CBS 창립16주년 감사예배(B스튜디오) 설교 : 포항동부교회 김영걸 목사
- 2016 11.08 포항CBS 창립16주년기념 포크콘서트(포항 기쁨의교회) 출연 : 가수 양희은, 유리상자, 자전거탄풍경
- 2016 11.17 CBS 다큐영화 <순종>개봉
- 2016 12.03 포항CBS 남성합창단 정기연주회(포항충진교회),배기홍 단장 취임
- 2016 12.16 포항CBS 다문화가족과 함께하는 크리스마스 콘서트(포항충진교회) 출연 : 포항CBS 남성, 여성, 소년소녀합창단 , 포항다소리세오녀합창단, 테너 노성훈, 바이올린 김지나, CCM보컬 이상은
- 2016 12.22 통성경학교 조병호박사 초청무료특강(포항침례교회)

## 방송 송출 시설망
| 포항CBS 라디오 | 포항CBS 라디오 | 포항CBS 라디오 | 포항CBS 라디오 | 포항CBS 라디오                                  |
| 송신소         | 주파수         | 출력           | 호출부호       | 송신소 위치                                     |
| -------------- | -------------- | -------------- | -------------- | ----------------------------------------------- |
| 도음산 송신소  | FM 91.5㎒      | 3㎾            | HLCB-FM        | 경북 포항시 북구 흥해읍 대련리 1104-1 (포항MBC) |

### 라디오 시보 멘트
- FM 91.5MHz 바르고 따뜻한 세상을 만드는 포항CBS 라디오입니다. HLCB

## 같이 보기
- KBS포항방송국
- 포항MBC
- TBC
- febc 포항극동방송
- cpbc 대구가톨릭평화방송
- TBN 경북교통방송
- BBS 대구불교방송
- WBS 대구원음방송
- 경주국악방송